# 119
| Calendário gregoriano                                                        | 119 CXIX                      |
| Ab urbe condita                                                              | 872                           |
| Calendário arménio                                                           | -433 – -432                   |
| Calendário bahá'í                                                            | -1725 – -1724                 |
| Calendário budista                                                           | 663                           |
| Calendário chinês                                                            | 2815 – 2816                   |
| Calendário copta                                                             | -165 – -164                   |
| Calendário etíope                                                            | 111 – 112                     |
| Calendários hindus - Vikram Samvat - Calendário nacional indiano - Cáli Iuga | 174 – 175 40 – 41 3219 – 3220 |
| Calendário Holoceno                                                          | 10119                         |
| Calendário islâmico                                                          | 519 BH – 518 BH               |
| Calendário judaico                                                           | 3879 – 3880                   |
| Calendário persa                                                             | 503 BP – 502 BP               |
| Calendário rúnico                                                            | 369                           |
| Calendário solar tailandês                                                   | 662                           |

119 (CXIX, na numeração romana) foi um ano comum do século II do Calendário Juliano, da Era de Cristo,  e a sua letra dominical foi B, (52 semanas), teve início a um sábado e terminou também a um sábado.
| Ano completo                   |
| ------------------------------ |
| Ano comum com início ao sábado |

## Eventos

### Império Romano
- Imperador Adriano posiciona a Legio VI Victrix na Britânia, para ajudar na resistência contra uma rebelião local. A Legião Romana é um ponto chave para assegurar a vitória, e eventualmente substitui a Legio IX Hispana, em Eboraco.
- Salonina Matidia, uma sobrinha de Trajano, morre. Adriano realiza um funeral e constrói um Templo romano em sua homenagem.

## Mortes
- 23 de dezembro - Salonina Matídia, sobrinha do Imperador Trajano (68-119)
- Segundo de Asti, bispo e mártir